# Paul Werner Gast
Paul Werner Gast  (* 11. September 1930 in Chicago; † 16. Mai 1973) war ein US-amerikanischer Geochemiker und leitender Wissenschaftler bei der Apollo-Mondlandemission.
Gast studierte am Wheaton College in Illinois mit dem Bachelor-Abschluss 1952 und erhielt 1956 seinen Master-Abschluss und wurde 1957 an der University of Chicago promoviert. Danach war er kurz an der University of Minnesota und wurde 1965 Geologie-Professor an der Columbia University, wo er am Lamont-Doherty Earth Observatory wirkte.
1969 wurde er leitender Wissenschaftler für das Geowissenschaftsprogramm der Apollo-Mission auf dem Mond. Er war einer von vier leitenden Beratern (außer ihm Gerald J. Wasserburg, James R. Arnold (1923–2012), Bob Walker). Er identifizierte die KREEP-Basalte auf dem Mond. Gast war an der Weiterentwicklung der Rubidium-Strontium und Uran-Blei-Datierungsmethoden beteiligt (und deren Anwendung auf Mondgestein) und untersuchte die Verteilung von Spurenelementen wie seltenen Erden in Gesteinen, was auch zu einem besseren Verständnis des Ursprungs von vulkanischer Magmen (tholeiitische und alkalische Basalt-Magmen) führte. Er entwickelte dafür in den 1960er Jahren eine Gleichung und führte 1968 neue (gegenüber einem Verfahren von H. Neumann 1954) Verteilungsfaktoren ein.
1972 erhielt er den ersten V. M. Goldschmidt Award und 1973 den Space Science Award und die James Furman Kemp Medal. Er war Fellow der Geochemical Society, die eine Vorlesungsreihe nach ihm benannte.
Der Dorsum Gast auf dem Mond ist nach ihm benannt.